# اسپرینگفیلد (ویرجینیا)
اسپرینگفیلد، ویرجینیا (به انگلیسی: Springfield, Virginia) یک عوارض جغرافیایی و مکان مختص سرشماری در ایالات متحده آمریکا است که در شهرستان فرفکس، ویرجینیا واقع شده‌است.

## خصوصیات
اسپرینگفیلد ۲۰٫۴ کیلومترمربع مساحت و ۳۰٬۴۸۴ نفر جمعیت دارد و ۷۵ متر بالاتر از سطح دریا واقع شده‌است.